# هيلتون سميث
هيلتون سميث (بالإنجليزية: Hilton Smith)‏ هو لاعب كرة قاعدة أمريكي، ولد في 27 فبراير 1907 في غيدينغز في الولايات المتحدة، وتوفي في 18 نوفمبر 1983 في كانساس سيتي في الولايات المتحدة.

## وصلات خارجية
- هيلتون سميث على موقعبيزبول رفرنس.كوم (الدوري الثانوي) (الإنجليزية)
- هيلتون سميث على موقع قاعة مشاهير كرة القاعدة (الإنجليزية)